# Saison 1969-1970 des FAR de Rabat
Pour un article plus général, voir Association sportive des FAR (football).
Maillots
Chronologie
Saison précédente Saison suivante
La saison 1969-1970 des FAR de Rabat est la douzième de l'histoire du club. Cette saison débute alors que les militaires avaient terminé troisièmes lors du championnat de la saison dernière. Le club est par ailleurs engagé en coupe du Trône.
Finalement, les FAR de Rabat sont éliminés en huitièmes de finale de la coupe du Trône et remportent le championnat.
Le bilan en championnat des FAR de Rabat s'est terminé favorable car sur 30 matchs joués, ils en gagnent 16, en perdent 2 et cèdent 12 nuls pour 27 buts marqués et 9 encaissés.

## Contexte et résumé de la saison passée des FAR de Rabat
Durant la saison dernière, les FAR de Rabat atteignent la place de troisième en championnat avec au total plus de 67 points avec 11 victoires, 15 nuls et 4 défaites. Tandis qu'en coupe du Trône les FAR de Rabat remportent leur premier match dans le cadre des seizièmes de finale face à une équipe dont on ne connait pas le nom par manque d'informations. Ensuite dans le cadre des huitièmes de finale face à la Renaissance de Settat, club qui a éliminé les FAR lors des deux dernières saisons en coupe du Trône. La rencontre s'est joué à Rabat et après un nul sur le score d'un but partout, la FRMF décide de refaire jouer le match et dans le cadre d'un match retour, les FAR se font éliminer après un match très serrés se terminant par une défaite sur un score de trois buts à deux.
Au bilan lors de la saison dernières les FAR de Rabat se placent troisième en championnat et sont éliminés en huitièmes de finale de la coupe du Trône de football.

## Saison
Lors de cette saison, l'Association Sportive des Forces Armées Royales participera au championnat du Maroc et à la Coupe du Trône de football. Il participera donc qu'à deux compétitions.

### Championnat
Le championnat du Maroc de football 1969-1970 est la 14e édition du championnat du Maroc de football. Elle oppose seize clubs regroupées au sein d'une poule unique où les équipes se rencontrent deux fois, à domicile et à l'extérieur. Deux clubs sont relégués en fin de saison.

#### Composition du championnat
Avec la relégation du Stade Marocain et du CODM de Meknès et avec la promotion du Raja de Beni Mellal et de l'AS Salé. Les FAR se trouve donc lors de cette saison en compagnie de quinze équipes que sont :
Le F.U.S. : le Fath Union Sport de Rabat.
L'E.J.S.C. : l'Étoile jeunesse sportive de Casablanca.
Le W.A.C. : le Wydad Athletic Club.
Le R.C.A. : le Raja Club Athletic.
Le M.C.O. : le Mouloudia Club d'Oujda.
Le D.H.J.: le Difaâ Hassani d'El Jadida.
Le R.A.C : le Racing Athletic de Casablanca.
L'A.S.S. : l'Association sportive de Salé.
Le K.A.C. : le Kénitra Athlétic Club.
Le T.A.S. : le Tihad Athlétique Sport.
Le M.A.S. : le Maghreb Association Sportive.
La R.S.S. : la Renaissance Sportive de Settat.
Le R.B.M. : le Raja de Beni Mellal.
L'U.S.K. : l'Union de Sidi Kacem.
et le S.C.C.M. : le Chabab Mohammédia.
Cette saison représente donc la douzième année de football de l'histoire des FAR de Rabat, il s'agit surtout de sa dixième en première division. On peut signaler aussi la présence du FUS de Rabat qui est un club basée dans la ville de Rabat. Il y a donc dans ce championnat seulement deux équipes basée dans la ville de Rabat. Tandis qu'il y a cinq clubs qui représente la ville de Casablanca dans ce championnat. Il faut aussi signaler la présence de l'AS Salé qui est un club basée à Salé. Salé est la ville ennemies de Rabat puisque ces deux villes sont collés entre elles et formé autrefois une république appelé République du Bouregreg. La présence de l'AS Salé donnera lieu à des derby du Bouregreg durant la saison.

#### Classement final
Durant cette saison le championnat du Maroc était composée au total de 16 équipes dont deux étaient basé dans la ville de Rabat et cinq dans la ville de Casablanca. Le système de point durant cette saison est de trois points pour une victoire, deux pour un nul et un pour une défaite. Et lors de cette saison deux clubs seront relégués pour pouvoir jouer la saison prochaine un championnat composée du même nombre d'équipes.
|     | Club                               | Points | Joués | Victoires | Nuls | Défaites | Buts + | Buts - |
| --- | ---------------------------------- | ------ | ----- | --------- | ---- | -------- | ------ | ------ |
| 1.  | FAR de Rabat                       | 74     | 30    | 16        | 12   | 2        | 27     | 9      |
| 2.  | Union Sidi Kacem                   | 67     | 30    | 13        | 11   | 6        | 29     | 19     |
| 3.  | Raja de Casablanca                 | 66     | 30    | 11        | 14   | 5        | 26     | 17     |
| 4.  | Chabab Mohammédia                  | 64     | 30    | 11        | 12   | 7        | 38     | 23     |
| 5.  | Wydad de Casablanca                | 63     | 30    | 11        | 11   | 8        | 23     | 17     |
| 6.  | Maghreb de Fès                     | 63     | 30    | 9         | 15   | 6        | 25     | 20     |
| 7.  | Renaissance de Settat              | 63     | 30    | 7         | 19   | 4        | 27     | 23     |
| 8.  | FUS de Rabat                       | 61     | 30    | 10        | 11   | 9        | 22     | 23     |
| 9.  | Difaâ d'El Jadida                  | 60     | 30    | 10        | 10   | 10       | 34     | 30     |
| 10. | Raja de Beni Mellal                | 59     | 30    | 10        | 9    | 11       | 27     | 32     |
| 11. | Mouloudia d'Oujda                  | 59     | 30    | 9         | 11   | 10       | 24     | 29     |
| 12. | Association des Douanes Marocaines | 57     | 30    | 9         | 9    | 12       | 27     | 24     |
| 13. | TAS de Casablanca                  | 57     | 30    | 8         | 11   | 11       | 26     | 29     |
| 14. | KAC de Kénitra                     | 54     | 30    | 9         | 6    | 15       | 20     | 25     |
| 15. | Étoile de Casablanca               | 47     | 30    | 4         | 9    | 17       | 16     | 38     |
| 16. | AS Salé                            | 44     | 30    | 3         | 8    | 19       | 11     | 45     |

Finalement, c'est les FAR de Rabat qui remportent le championnat avec au total 74 points soit 16 victoires, 12 nuls et seulement 2 défaites, en ayant sept points d'avance sur son dauphin qu'est l'Union de Sidi Kacem. Les clubs relégués en seconde division lors de cette saison sont l'étoile de Casablanca et l'AS Salé. Les clubs promus en première division sont le Moghreb de Tétouan et le Kawkab de Marrakech.

### Coupe du Trône
La saison 1969-1970 de la coupe du Trône de football est la quatorzième édition de la compétition. Ayant comme champion la renaissance de Settat lors de l'édition précédente, cette compétition est la seconde plus importante du pays. Étant une équipe de première division, les FAR débutent cette compétition en seizièmes de finale.

## Bilan
Au bilan durant cette saisons, les FAR de Rabat remportent le championnat du Maroc de football pour la septième fois de leur histoire avec au total plus de 74 points soit 16 victoires, 12 nuls et 3 défaites. Son parcours en coupe du Trône a commencé en seizièmes de finale puisque ceux-ci sont en première division. Le résultat pour les seizièmes de finale est inconnu et on ne sais pas qui il a affronté également mais il a surement gagné ce match puisqu'il passe ce stade puis dans le cadre des huitièmes de finale, ils affrontent la Renaissance de Settat, club qui a éliminé les FAR lors des trois dernières saisons en coupe du Trône. La rencontre s'est joué à Rabat et s'est terminé par une défaite sur le score d'un but à zéro.